# Hanfu
Hanfu es refereix a la roba tradicional de la Xina.

## Desenvolupament de la història
Hanfu ha existit durant més de 4000 anys. Va ser originari de l'Emperador Groc i es va finalitzar les formacions a la dinastia Zhou. A través de la dinastia Han, es va formar un sistema complet de roba de la corona basat en els "Quatre Llibres i els Cinc Clàssics" i va passar a formar part dels ensenyaments xintoistes.
A principis del segle XXI, amb el desenvolupament de la Xina, la gent va començar a examinar les parts destacades de la seva cultura tradicional. Algunes persones han restaurat els vestits tradicionals Han examinant el Hanfu i prenent la seva essència per eliminar l'escòria. Al mateix temps, han restaurat el Hanfu tradicional restaurant les festes tradicionals, restaurant l'etiqueta tradicional, oferint sacrificis als savis, promovent doctrines tradicionals i promocionant el musical tradicional, i anomeneu-lo "Moviment Hanfu".

## Estructura de la roba

### Estructura bàsica
Les característiques principals de Hanfu són coll creuat, nus amagat, faixa nuada, cintura tensa, i es posa la part dreta damunt de l'esquerra. L'última peculiaritat és un símbol singular de l'ètnia han i si poses l'ordre al revés significa la roba per als morts.

### Estructura decorativa
El tocat és una de les parts importants del vestit Han. Quan els homes i les dones de l'antiga nacionalitat Xina es feien adults, es lligaven els cabells en un moño i se'ls posaven al cap, que es fixaven amb un vellut. Els principals tocats són barrets, bufandes…
Les dones de la nacionalitat Xina joies principals: pals per al cabell, pinta, forquilla cabell, jindian...

### Complements de color
El tenyit de teixits clàssics segueix el sistema antic, reflectint la creença en el Yin i el Yang i els Cinc Elements. Hi ha "terra negra, terra blanca, terracota, terra blava, groc".

## Influència de lloc
Durant els cinc caos a la Xina, els intel·lectuals i la gent de tots els àmbits de la vida a les Planes Centrals van fugir cap al sud un darrere l'altre, conservant la civilització de les Planes Centrals.

### Japó
El kimono s'anomena "Zhewu" o "Wufu" al Japó, que significa roba de Wudi (ara Jiangsu i Zhejiang) a la Xina. En el període Nara del Japó, és a dir, l'època de màxima esplendor de la dinastia Tang, el Japó va enviar un gran nombre d'enviats de la dinastia Tang a la Xina per estudiar la cultura, l'art i el sistema de lleis i reglaments xinesos, inclosa la roba i la corona. sistema.

### Corea
Durant la dinastia Tang, Xinluo va demanar a l'emperador Taizong de la dinastia Tang que li donés una corona a la dinastia Han i que tragués la roba de Xinluo i la fes igual que la Xina. Després de la meitat de la dinastia Joseon, el vestit imperial de Lee va absorbir els estils de roba de la dinastia Ming i va ser fet per Zunhua.